# Relationer mellan Israel och Nepal
Relationer mellan Israel och Nepal inleddes på diplomatisk nivå 1 juni 1960. Israels ambassad i Kathmandu öppnades i mars 1961. Yaron Mayer är ambassadör sedan september 2014. I juli 2007 besökte Sahana Pradhan Israel, och sade att Nepal planerar att strax öppna en ambassad i Israel.